# توماس دوغلاس
توماس دوغلاس (بالإنجليزية: Thomas Douglas) هو محامي وقاضي وسياسي أمريكي، ولد في 27 أبريل 1790، وتوفي في 11 سبتمبر 1855.